# Senna tuhovalyana
Senna tuhovalyana är en ärtväxtart som först beskrevs av Ake Assi, och fick sitt nu gällande namn av John Michael Lock. Senna tuhovalyana ingår i släktet sennor, och familjen ärtväxter. Inga underarter finns listade i Catalogue of Life.